# Lac Papineau
Le lac Papineau, anciennement nommé lac du Commandant, est un lac d’eau douce situé dans les municipalités de Notre-Dame-de-Bonsecours et de Boileau, dans la municipalité régionale de comté (MRC) de Papineau, en Outaouais, ainsi que dans Grenville-sur-la-Rouge, dans la MRC d’Argenteuil, dans la région des Laurentides, au Québec, Canada.

## Géographie
D'une superficie de 13 km², le lac Papineau mesure environ 11,2 km de longueur et 3,5 km de largeur. Il atteint une profondeur maximale de 88 mètres, avec une profondeur moyenne de 19 mètres.
Le lac Papineau s’approvisionne en eau par plusieurs décharges de lacs environnants. Du côté nord-ouest, il reçoit les eaux des lacs à la Croix, Brymer, aux Trois Pointes, Rough et Brown. À l’ouest, il est alimenté par les décharges des lacs Taunton, Lucky, Héron, de la Truite Rouge et Pumpkinseed. Du côté sud, les lacs Mills et Fawn contribuent également à son alimentation. Toujours à l’ouest, les décharges des lacs Hemlock et de la Loutre s’y ajoutent. Enfin, à l’est, le lac reçoit les eaux du lac de la Mine.
Le lac Papineau se déverse dans la rivière Saumon, qui s’écoule vers le sud en recueillant les eaux de la rivière Saumon Ouest et du Crique à Pesant, avant de se jeter dans la rivière des Outaouais, entre les hameaux de Fassett et de Montebello, soit en amont des battures à Kemp.
Le lac est entouré de plusieurs bassins versants. À l’est, on retrouve la rivière Maskinongé, tandis qu’à l’ouest coule le ruisseau Sam, un affluent de la Petite rivière Rouge. Au nord, le bassin est drainé par le ruisseau Philisson, un affluent de la rivière Maskinongé. Enfin, au sud, le réseau hydrographique comprend la rivière Saumon, la rivière Saumon Ouest, le ruisseau Avoca et le Crique de Pointe-au-Chêne.
Le lac Papineau se situe à 0,9 km au nord du sommet du Petit mont Chauve, dont l’altitude est de 399 mètres, à 13,9 km au nord du village de Pointe-au-Chêne, à 20,1 km au nord-ouest de Hawkesbury, en Ontario, et à 20 km au nord-est de Montebello.
Le lac comprend plusieurs baies : la baie Maskinongé au nord, la baie Hamilton au nord-est, les baies Cameron et Margaret au sud, la baie Noire au centre, ainsi que la baie Hemlock à l’ouest. L’embouchure du lac se trouve au fond de cette dernière.
Enfin, le lac Papineau présente plusieurs zones marécageuses, notamment au sud sur la presqu’île Papineau, près du lac Hemlock à l’ouest, le long de la décharge du lac de la Mine à l’est, ainsi qu’autour du lac Hidden, situé également à l’ouest.

## Toponymie
Le toponyme « Lac Papineau » a été officialisé le 5 décembre 1968 par la Commission de toponymie du Québec, en référence à Louis-Joseph Papineau. Ce nom est en usage depuis au moins 1885, bien qu’il n’ait été officialisé qu’en 1968. Le lac était auparavant connu sous le nom de « lac du Commandant ». 